# Toudgha El Oulia
Toudgha El Oulia (franska: Toudgha El Oulia (CR), Toudgha El Oulia (Commune Rurale), arabiska: تلمي) är en kommun i Marocko.   Den ligger i provinsen Tinghir och regionen Drâa-Tafilalet, 300 km söder om huvudstaden Rabat. Antalet invånare är 5 665.